# Hoekschop

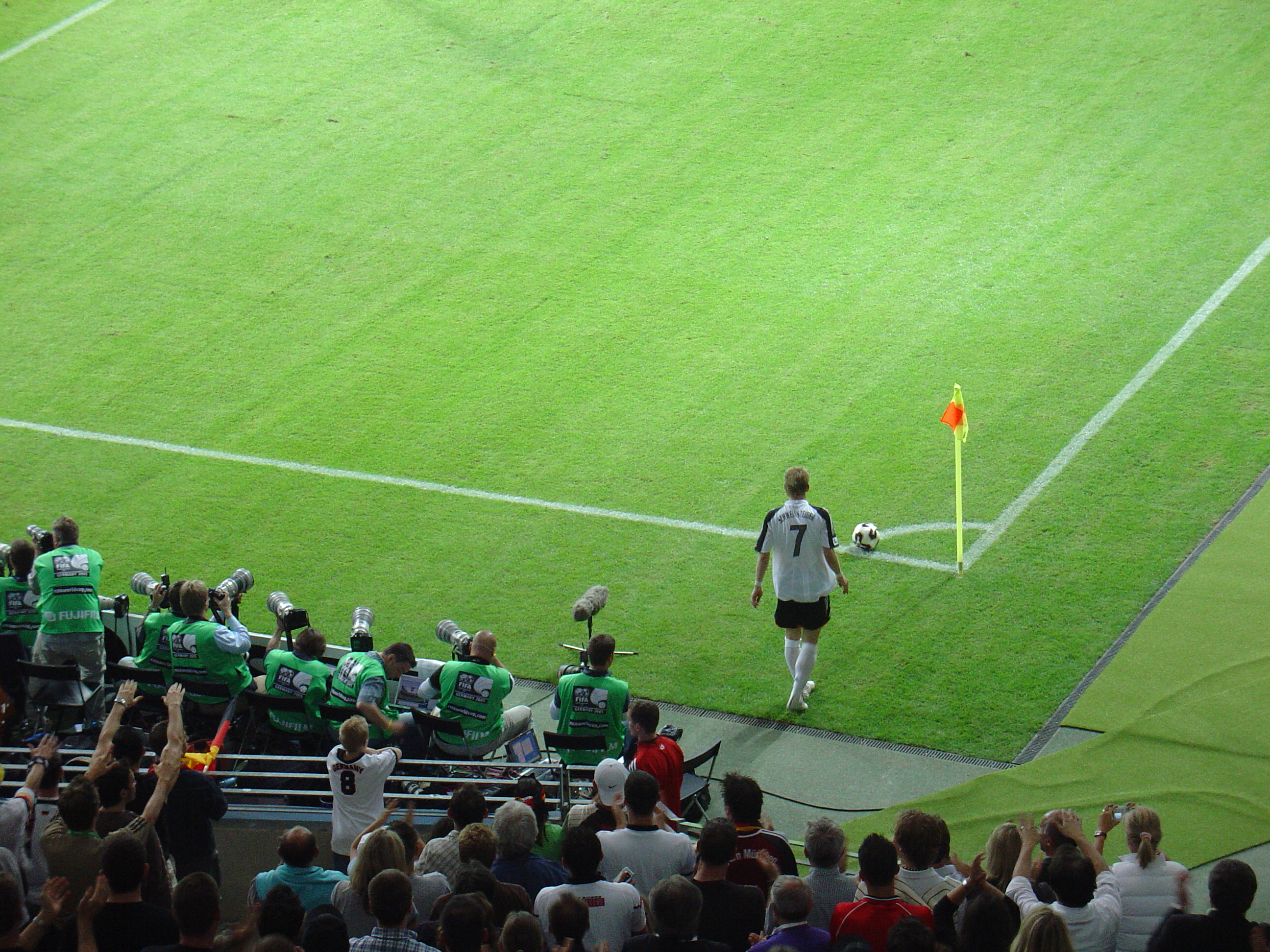
Bastian Schweinsteiger neemt een hoekschop

Een hoekschop of corner bij voetbal is een manier om het spel te hervatten, waaruit rechtstreeks kan worden gescoord in het doel van de tegenpartij. 

## Hoekschopgebied
Op een voetbalveld zijn er vier hoekschopgebieden aanwezig, telkens in de hoek. Deze bevat een hoekvlaggenstok en een kwartcirkel met een straal van 1 meter gemeten vanaf de hoekvlaggenstok.

## Toekenning
Een hoekschop wordt toegekend wanneer de bal geheel over de achterlijn (behalve in het doel) is gegaan en het laatst is aangeraakt door een speler van de verdedigende partij.

## Uitvoering
- Bij een hoekschop moet de bal binnen de kwartcirkel van het hoekschopgebied bij de dichtstbijzijnde hoekvlaggenstok liggen.
- De hoekvlaggenstok moet op zijn plaats blijven tijdens het nemen van een hoekschop.
- De tegenstrevers moeten zich op minstens 9,15 meter van de kwartcirkel van de hoekvlag bevinden tot de bal in het spel is.
- De bal moet getrapt worden door een speler van de aanvallende ploeg.
- De bal is in het spel vanaf het moment dat de bal getrapt is en beweegt.
- De hoekschopnemer mag de bal niet opnieuw raken voordat de bal door een andere speler is geraakt.

## Overtredingen en straffen
Indien de hoekschopnemer de bal opnieuw raakt (niet met de handen) voordat een andere speler de bal raakte, wordt een indirecte vrije schop toegekend aan de tegenpartij op de plaats waar deze overtreding plaatsvond.